# Benito Juárez, Amatenango del Valle
Benito Juárez är en ort i Mexiko.   Den ligger i kommunen Amatenango del Valle och delstaten Chiapas, i den sydöstra delen av landet, 800 km öster om huvudstaden Mexico City. Benito Juárez ligger 1 741 meter över havet och antalet invånare är 188.
Terrängen runt Benito Juárez är huvudsakligen kuperad, men västerut är den bergig. Runt Benito Juárez är det ganska tätbefolkat, med 67 invånare per kvadratkilometer. Närmaste större samhälle är Amatenango del Valle, 5,2 km norr om Benito Juárez. I omgivningarna runt Benito Juárez växer huvudsakligen savannskog.